# Ardon (Valais)
Ardon é uma comuna da Suíça, situada no distrito de Conthey, no cantão de Valais. Tem 20,4 km² de área e sua população em 2018 foi estimada em 3.212 habitantes.